# Rychwałd (Silésie)
Pour l’article homonyme, voir Rychwałd (Petite-Pologne).
Rychwałd est une localité polonaise de la gmina de Gilowice, située dans le powiat de Żywiec en voïvodie de Silésie.